# كريات هايوفيل
كريات هايوفيل (بالعبرية: קריית היובל‏) (ومعناها: مدينة اليوبيل) هو حي في جنوب غرب القدس على جبل هرتزل. بني في أوائل الخمسينيات لإيواء المهاجرين الجدد، على أرض قرية بيت مزميل الفلسطينية التي احتلت في حرب 1948. ويبلغ عدد سكان كريات هايوفيل اليوم 25.000 نسمة.
يقع كريات هايوفيل على الطريق الرئيسي المؤدي إلى مستشفى هداسا في عين كارم، بين رمات دينيا وكريات مناحيم.

## تاريخ

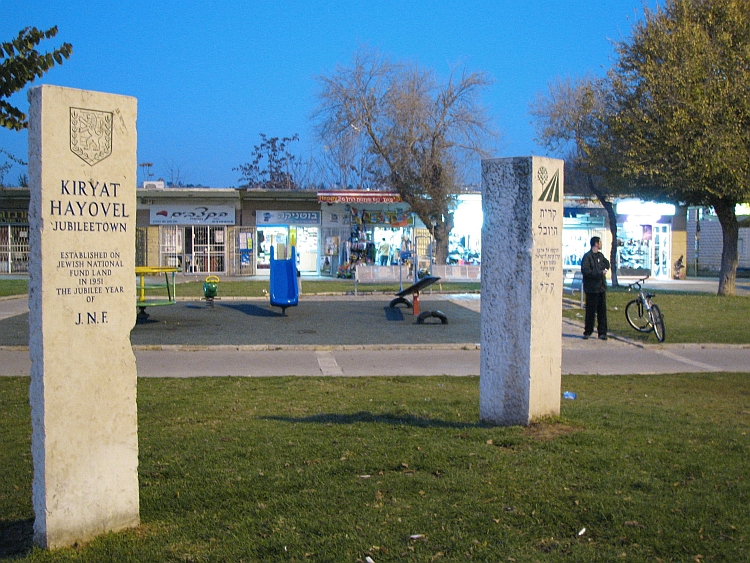
مركز كريات هايوفيل للتسوق

تأسست كريات هايوفيل عام 1952 لإيواء آلاف اليهود من الدول العربية الذين فروا من منازلهم عندما تم إعلان دولة إسرائيل. في الأيام الأولى كانت مدينة خيام، ثم بنيت مشاريع الإسكان العام، المسماة شيكونيم على عجل لاستيعابهم. وبني الحي كريات هايوفيل على أرض قرية بيت مزميل الفلسطينية التي تم احتلالها خلال الحرب الإسرائيلية العربية عام 1948.  وغير اسمها إلى كريات (مدينة اليوبيل) لإحياء الذكرى الخمسين لتأسيس الصندوق القومي اليهودي. 
كانت الحاجة إلى بناء مساكن جددية ملحة للغاية لدرجة أنه تم التنازل عن المرسوم الإلزامي البريطاني الذي يقضي بتغطية جميع المباني في القدس بحجر القدس في كريات هايوفيل. وكانت الهندسة المعمارية الوظيفية، ذات الأسطح المسطحة والواجهات الجصية وعدم وجود زخرفة، من سمات البناء المبكر في الحي، ولا تزال العديد من الأمثلة قائمة حتى اليوم. 

## التركيبة السكانية
كان معظم سكان الحي في البداية من الأزواج الشباب. وفي الستينيات، انضم إليهم المعلمون والأساتذة، مما أدى إلى موازنة الطابع البروليتاري للحي وإنشاء أقسام أكثر رقيًا، مثل المنازل الخاصة الكبيرة التي تصطف على جانبي شارع شمارياهو ليفين. وفي عام 2002، تم وصفه بأنه حي العمال. 

## حادثة إرهابية

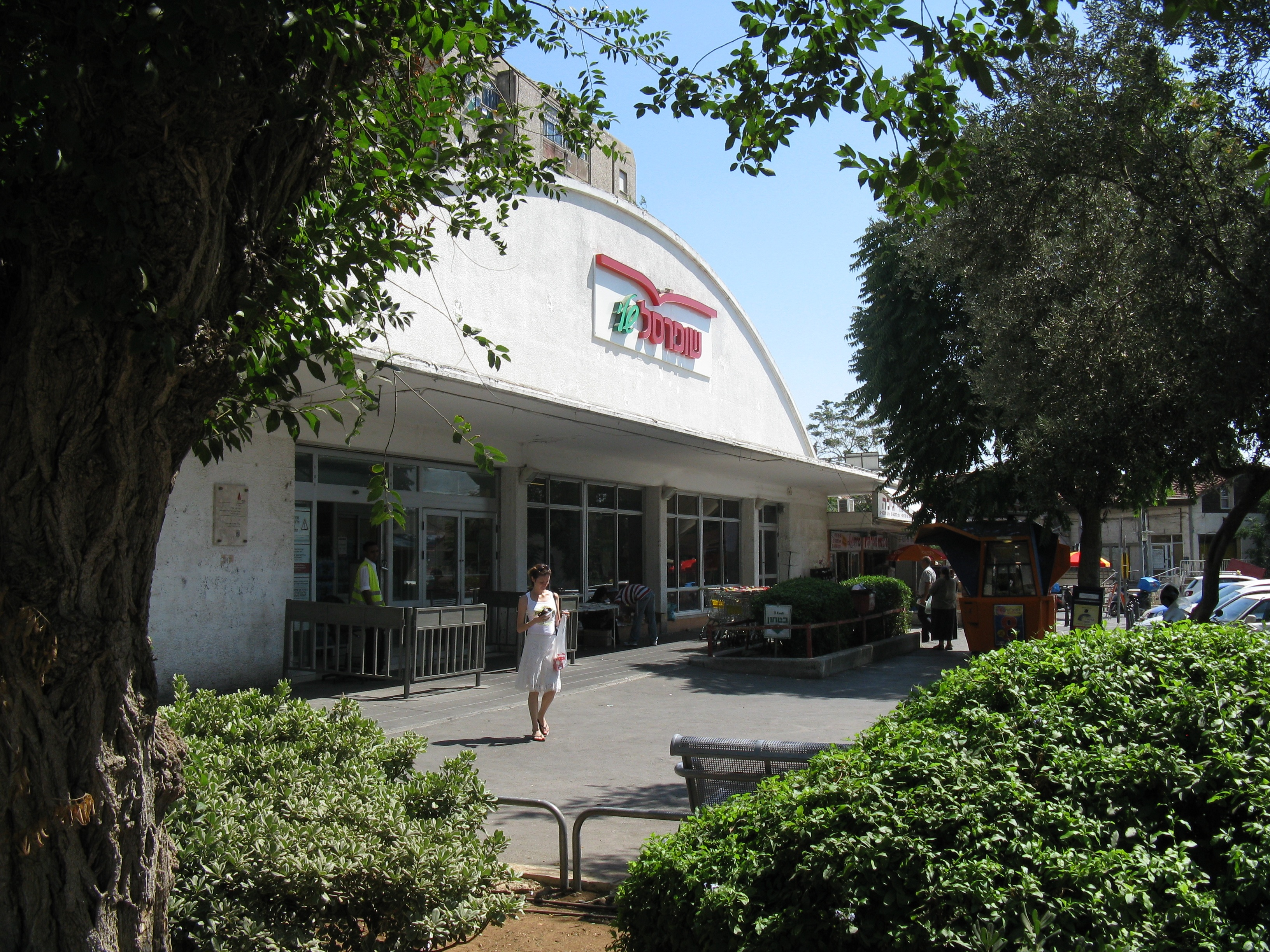
مدخل سوبر ماركت كريات هايوفيل، حيث فجرت آيات الأخرس القنبلة وقتلت شخصين.

في 29 مارس/آذار 2002، فجرت آيات الأخرس وهي فلسطينية تبلغ من العمر 17 عاماً، نفسها عند مدخل السوبر ماركت الرئيسي في كريات هايوفيل، مما أسفر عن مقتل شخصين وإصابة 28 آخرين. 

## ثقافة
سميت العديد من الشوارع في حي كريات هايوفيل بأسماء دول أمريكا اللاتينية، التي صوت ممثلوها في الأمم المتحدة لصالح إنشاء إسرائيل في عام 1947. 

## سكان بارزون
- تيدي كوليك، رئيس بلدية القدس من 1965 إلى 1993
- إيلي أوهانا، لاعب كرة قدم

## روابط خارجية
- حملة قصيرة لجمع التبرعات صورت في الحي في الخمسينيات من القرن الماضي
- موقع كريات هايوفيل نسخة محفوظة 1 أكتوبر 2011 على موقع واي باك مشين.
- موقع القدس على شبكة الانترنت كريات هايوفيل